# Груйтуйзен (лунный кратер)
Кратер Груйтуйзен (лат. Gruithuisen) — небольшой ударный кратер в месте соединения Океана Бурь и Моря Дождей на видимой стороне Луны. Название присвоено в честь баварского врача и астронома Франца фон Груйтуйзена (1774—1852) и утверждено Международным астрономическим союзом в 1935 г.

## Описание кратера
Ближайшими соседями кратера являются кратер Меран на севере-северо-западе, кратеры Гершель К. и Хейс на востоке, кратер Делиль на юго-востоке и кратер Ангстрем на юго-западе. На западе от кратера располагается Океан Бурь, на севере пики Груйтуйзен-Гамма и Груйтуйзен-Дельта, на востоке Море Дождей, на юге гряда Бачера и горы Харбингер. Селенографические координаты центра кратера 32°53′ с. ш. 39°47′ в. д. / 32,89° с. ш. 39,78° в. д., диаметр 15 км, глубина 1,87 км.
Горы Груйтуйзен-Гамма и Груйтуйзен-Дельта имеют неофициальное название «Купола Груйтуйзена» и являются целью исследования НАСА. Рядом с ними запланирована посадка модуля Peregrine в рамках миссии Peregrine Mission One по программе Commercial Lunar Payload Services.
Кратер имеет полигональную форму с острой кромкой вала, практически не разрушен. Внутренний склон вала гладкий с осыпями пород у подножия. Высота вала над окружающей местностью составляет 560 м. Дно чаши кратера сравнительно ровное, без приметных структур. На северо-западе от кратера расположено скопление маленьких кратеров, предположительно образованных одним телом, распавшимся на обломки перед импактом.
Город Груйтуйзена никак не связан с кратером Груйтуйзен и куполами Груйтуйзена, которые находятся на значительном расстоянии от первого.

## Сателлитные кратеры
| Груйтуйзен | Координаты                                            | Диаметр, км |
| ---------- | ----------------------------------------------------- | ----------- |
| B          | 35°39′ с. ш. 38°45′ з. д. / 35,65° с. ш. 38,75° з. д. | 9,4         |
| E          | 37°23′ с. ш. 44°23′ з. д. / 37,39° с. ш. 44,39° з. д. | 7,5         |
| F          | 36°16′ с. ш. 37°59′ з. д. / 36,27° с. ш. 37,98° з. д. | 4,2         |
| G          | 36°35′ с. ш. 44°01′ з. д. / 36,59° с. ш. 44,01° з. д. | 6,0         |
| H          | 33°19′ с. ш. 38°28′ з. д. / 33,32° с. ш. 38,47° з. д. | 5,6         |
| K          | 35°23′ с. ш. 42°44′ з. д. / 35,39° с. ш. 42,73° з. д. | 6,0         |
| M          | 36°56′ с. ш. 43°10′ з. д. / 36,94° с. ш. 43,16° з. д. | 9,0         |
| P          | 37°10′ с. ш. 40°34′ з. д. / 37,17° с. ш. 40,57° з. д. | 9,1         |
| R          | 37°09′ с. ш. 45°20′ з. д. / 37,15° с. ш. 45,33° з. д. | 6,8         |
| S          | 37°28′ с. ш. 45°41′ з. д. / 37,47° с. ш. 45,68° з. д. | 6,7         |

- Сателлитный кратер Груйтуйзен K является концентрическим кратером.